# Uguccione della Gherardesca

Stemma della famiglia della Gherardesca

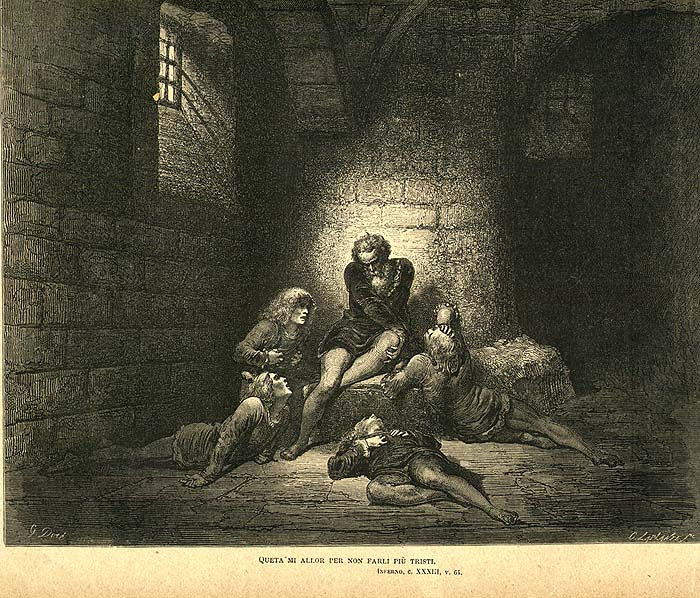
Il conte Ugolino e i suoi figli nella torre della fame, incisione di Gustave Doré

Uguccione della Gherardesca (... – Pisa, marzo 1289) era uno dei figli del celebre Conte Ugolino, che condivise la sorte di morire di fame nella Torre della Muda a Pisa con il padre, un fratello e due nipoti.

## Biografia
Nel celeberrimo episodio narrato nell'Inferno di Dante Alighieri (XXXIII, 1-78) egli vien presentato come uno dei quattro figli di Ugolino (in verità ve ne erano soltanto due) e Dante immagina che tutti siano fanciulli per accrescere il senso tragico della storia (mentre forse lo era solo Anselmuccio). Anche lui comunque, secondo alcuni studiosi, non doveva essere un uomo fatto e forse aveva sui 18 anni.
La sua fine per le colpe del nonno, quindi da innocente, fece scrivere a Dante la crudissima invettiva contro Pisa vituperio delle genti.